# Gurley (Automobilhersteller)
Gurley war ein US-amerikanischer Hersteller von Automobilen.

## Unternehmensgeschichte
Tom W. Gurley verkaufte und reparierte jahrelang Fahrräder von der Columbia Automobile Company und Hartford. 1899 begann er in Meyersdale in Pennsylvania mit der Produktion von Automobilen. Der Markenname lautete Gurley. 1901 endete die Produktion. Insgesamt entstanden nur wenige Fahrzeuge.
Daraufhin gründete Gurley zusammen mit seinem Bruder Oscar einen Automobilhandel mit Werkstatt und war damit 1915 noch erfolgreich.

## Fahrzeuge
Viele Teile wurden zugekauft. Ein Rohrrahmen bildete die Basis. Darauf wurde eine offene Karosserie des örtlichen Kutschenherstellers Jerry J. Livengood montiert. Eine Quelle nennt Trap und Runabout als Aufbauten, eine andere einen zweisitzigen Buggy. Die Motoren kamen von Milne & Killam. Zur Wahl standen Ottomotoren und Dampfmotoren. Gelenkt wurde mit einem Lenkhebel.
Der Neupreis betrug anfangs 600 US-Dollar und im letzten Jahr 1000 Dollar. Gurley gab im Januar 1900 an, dass die Herstellungskosten bei 500 Dollar lägen.